# 马奔 (政治人物)
马奔（1958年11月—），男，陕西黄陵人，中国共产党及中华人民共和国官员。

## 生平
1978年3月参加工作，1984年12月加入中国共产党，西北工业大学在职研究生学历，工学博士。1978年3月到1981年4月，在西北国棉五厂工作。1981年4月到1983年7月，任陕西省西安市灞桥公安分局十里铺派出所民警。1983年7月起，历任西安市公安局机关团委干部、书记，西安市公安局团委书记（副处级）。1994年12月起，历任西安市国家安全局副处长、处长，副局长、党委副书记，局长、党委书记（其间，2001年9月到2006年11月在西北工业大学九系系统管理专业学习，2006年11月获得工学博士学位）。2008年3月起，历任陕西省纪委秘书长、陕西省监察厅副厅长、陕西省纪委副书记。2014年4月到2014年12月，任中共中央直属机关事务管理局局长。2014年12月到2017年3月，任中共中央直属机关事务管理局局长、机关党委书记。2017年3月，任中央纪委驻国家卫生和计划生育委员会纪检组组长、国家卫生和计划生育委员会党组成员。2018年3月，任新成立的中央纪委国家监委驻国家卫生健康委纪检监察组组长、国家卫健委党组成员。2021年12月，正式退休。